# Phan Văn Thanh
Phan Văn Thanh (sinh 1960 tại thị trấn Phú Phong, huyện Tây Sơn, tỉnh Bình Định) là Thiếu tướng về hưu của lực lượng Công an nhân dân Việt Nam. Ông nguyên là Giám đốc Công an tỉnh Phú Yên (2016-2020), nguyên Giám đốc Công an tỉnh Bình Định (2014-2016).

## Tiểu sử
Phan Văn Thanh sinh năm 1960, quê quán tại huyện Tây Sơn, tỉnh Bình Định. Ông có trình độ thạc sĩ Luật, Đại học An ninh nhân dân, chứng chỉ cao cấp lí luận chính trị.
Từ tháng 4 năm 2014, ông giữ chức vụ Giám đốc Công an tỉnh Bình Định.
Từ ngày 11 tháng 3 năm 2016, Thiếu tướng Phan Văn Thanh, Giám đốc Công an tỉnh Bình Định, được bổ nhiệm giữ chức vụ Giám đốc Công an tỉnh Phú Yên.
Ngày 29 tháng 6 năm 2020, ông nhận quyết định nghỉ công tác chờ hưởng chế độ hưu trí từ ngày 1 tháng 7 năm 2020.